# سطام الشمري
سطام الشمري، لاعب كرة قدم كويتي. يلعب مع نادي التضامن الكويتي.